# Izzy Young
Israel Goodman Young o Izzy Young (26 de marzo de 1928-4 de febrero de 2019) fue una figura destacada en el mundo de la música popular, tanto en Estados Unidos como en Suecia. Fue propietario del Folklore Center en Greenwich Village, Nueva York, y desde 1973 hasta su muerte, fue propietario y operador de la tienda Folklore Centrum en Estocolmo. 

## Biografía
Israel Goodman Young nació en el Lower East Side de Manhattan, de padres inmigrantes judíos polacos, Philip y Pola Young. Su padre era panadero. Izzy Young creció en el Bronx, donde terminó la escuela secundaria. Asistió a la universidad de Brooklyn. De 1948 a 1952 trabajó en la panadería de su padre en Brooklyn. Más tarde entró en el negocio del libro.
En 1957, en 110 MacDougal Street en Greenwich Village de la ciudad de Nueva York, abrió el Folklore Center, una tienda de libros y discos y todo lo relacionado con la música popular. Se convirtió en un punto focal para la escena musical estadounidense de la época, un lugar donde se podían encontrar publicaciones de circulación limitada como Caravan y Gardyloo, ambas editadas y publicadas por Lee Hoffman. Desde 1959 hasta 1969, Young escribió una columna titulada "Fret and Frails" para la revista de música folk Sing Out. Sirvió en el "consejo asesor editorial" de la revista hasta su partida para Suecia unos años más tarde.
Young organizó conciertos con músicos folclóricos y compositores, quienes a menudo hacían contactos con otros músicos en el Folklore Center. Bob Dylan relata en sus memorias, Crónicas, cómo pasó un tiempo en el Centro, donde Young le permitió sentarse en la trastienda de la tienda, escuchar discos de música folk y leer libros. Dylan conoció a Dave Van Ronk en la tienda, y Young produjo el primer concierto de Dylan en el Carnegie Chapter Hall en la ciudad de Nueva York el sábado 4 de noviembre de 1961. Bob Dylan escribió una canción sobre la tienda y Young la tituló "Talking Folklore Center". 
Otras figuras notables que tocaron conciertos al principio de su carrera en el Folklore Center incluyen a Peter Paul y Mary, John Sebastian de Lovin 'Spoonful (Young dirigió una de las primeras bandas de Sebastian), Joni Mitchell, Emmylou Harris y Tim Buckley. Un álbum en vivo de Buckley grabado en el Folklore Center en 1967 fue lanzado hace unos años. Patti Smith solía leer poesía allí y también se hizo amiga de Young. 
Young también fue un activista político entusiasta. Famosamente dirigió una marcha en 1961, que se conoció como "el motín violento" en protesta por la prohibición de la interpretación pública de música en el parque Washington Square de Greenwich Village. Young persiguió el caso a través de los tribunales, y finalmente ganó la eliminación de la prohibición. Más tarde defendería la difícil situación de los camboyanos afectados por la guerra de Estados Unidos en Vietnam y también por los palestinos. 

## Mudanza a Suecia
Después de desarrollar un interés por la música popular sueca en un festival, Young cerró su tienda de Nueva York en 1973 y se mudó a Estocolmo, donde abrió el Folklore Centrum en Roslagsgatan en Vasastan. En 1986, trasladó la tienda a Wollmar Yxkullsgatan 2 en Södermalm, donde permaneció hasta finales de 2018, cuando se retiró de una serie regular de conciertos de música folklórica que abarcan décadas. Los conciertos incluyeron prominentes músicos folclóricos suecos tradicionales, entusiastas de Estocolmo que tocaron música de otros lugares y artistas internacionales de todo el mundo. En 1974, Young organizó un concierto con Pete Seeger en el auditorio de la Universidad de Uppsala. Una grabación fue hecha y lanzada en el disco LP "If A Revolution Comes To My Country ..." (October Stereo OSLP-508). Los diarios personales, notas, fotos, clips de periódico y otra documentación de Young se han transferido a la Biblioteca del Congreso de Washington D. C., donde ahora constituyen la Colección Izzy Young. Una gran parte de la extensa biblioteca de Young fue donada al museo Mannaminne en Häggvik, Suecia, en 2018. La investigación y documentación de Young sobre la historia de Camboya desde la década de 1960 en adelante fue donada en 2001 al "Centro para Estudios de Asia Oriental y Sudoriental" en la Universidad de Lund, las bibliotecas de alta tecnología. 
Young celebró su cumpleaños número 90 en el Swedish Folklore Centrum en marzo de 2018. En ese momento, Young destacaba que todavía abría la "tienda" a diario y albergaba conciertos regulares de la misma manera que lo había hecho durante más de 60 años. Debido al deterioro de la salud de Young, la tienda cerró a fines de noviembre. 

## Vida personal
Fue el padre de la actriz y presentadora de televisión Philomène Grandin. 

## Muerte
Israel "Izzy" Young murió a la edad de 90 años en Estocolmo, Suecia, el 4 de febrero de 2019. Pasó sus últimos días rodeado de su familia, amigos más cercanos y música en vivo. 

## Publicaciones
- Joven, Israel G., mi vida feliz en la Tierra parece solo una hora - La poesía de Israel Goodman Young. © 2017 Israel G. Young.  Editado por Rebecca Petra Naomi Seeman.
- Young, Israel G., Me gusta la música folk - The Essays of Israel Goodman Young. © 2017 Israel G. Young.  Editado por Rebecca Petra Naomi Seeman.
- Young, Israel G., La conciencia del renacimiento popular: Los escritos de Israel "Izzy" Young  , editado por Scott Baretta © 2013 Scarecrow Press, Inc.
- Young, Israel G., One Night Stands - en danza cuadrada con Izzy Young. © 1983 Folklore Centrum.
- Joven, Israel G., Autobiografía * El Bronx * 1928-1938.  Fotografías de David Gahr, Introducción de Moses Asch, © 1969 Folklore Center Press, Ciudad de Nueva York.